# Euphyia gracilaria
Euphyia gracilaria là một loài bướm đêm trong họ Geometridae.